# 特拉法尔加级潜艇
特拉法尔加级潜艇（Trafalgar-class submarine）是英国皇家海军退役核潜艇，在冷战期间的1970年代初期设计，替代了迅敏级攻击潜艇。与大多数皇家海军核潜艇一样，所有七艘该级潜艇都是在坎布里亞郡的巴羅因弗內斯造船厂建造的。2024年七艘全數退役，由机敏级核潜艇取代。
“特拉法尔加”之名字来自1805年皇家海军与联合舰队之间的特拉法加海戰。